# فلز لاحديدي

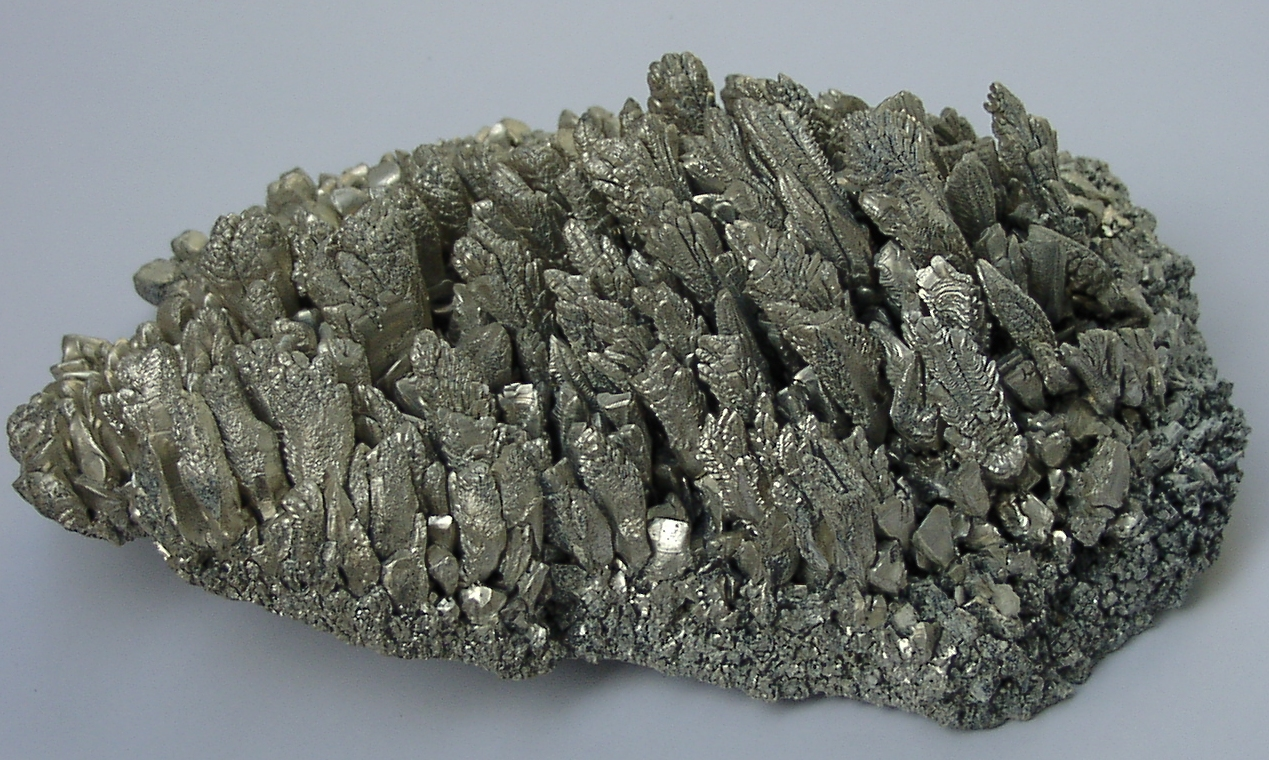

الفلز اللاحديدي  في علم تعدين الفلزات هو أي فلز غير الحديد، وينسحب المفهوم على السبائك أيضاً، بحيث يشير وصف لاحديدي إلى أي سبيكة لا تحوي على الحديد في تركيبها.
في بعض التطبيقات الصناعية تكون الفلزات اللاحديدية مرغوبة نظراً لخواص مميزة معينة، مثل خفة الوزن (كما هو الحال مع الألومنيوم) أو للناقلية الكهربائية المرتفعة (كما هو الحال مع النحاس) على سبيل المثال؛ أو بسبب الرغبة في استخدام فلز له خواص غير مغناطيسية أو مقاومة للتآكل (كما هو الحال مع الزنك).

## أمثلة
أشهر الأمثلة على الفلزات اللاحديدية شائعة الاستخدام في الصناعة كل من الألومنيوم والنحاس والنيكل والتيتانيوم والزنك والقصدير والرصاص. تعد الفلزات النفيسة من الذهب والفضة والبلاتين من الفلزات اللاحديدية، وكذلك أيضاً الفلزات النزرة النادرة مثل الكوبالت والكادميوم والفاناديوم والتي لها تطبيقات صناعية أيضاً.